# Kaylee Bell
Kaylee Bell (Waimate, ...) è una cantante neozelandese.

## Biografia
Kaylee Bell ha guadagnato popolarità dopo aver pubblicato l'album in studio d'esordio Heartfirst, vincitore di un New Zealand Music Award. Ha poi fatto uscire The Red, EP certificato oro dalla Australian Recording Industry Association; il progetto contiene l'estratto Keith, certificato oro dalla Recorded Music NZ.
Nights like This ha segnato il suo debutto nelle Official Aotearoa Music Charts, facendo l'entrata al 3º posto e superando le 7 500 unità equivalenti certificate in patria. Le ha fatto vincere l'Aotearoa Music Award al Best Country Artist.

## Discografia

### Album in studio
- 2013 – Heartfirst
- 2021 – Silver Linings
- 2024 – Nights like This

### EP
- 2021 – The Red

### Singoli
- 2016 – That's What I Call Crazy
- 2016 – Getting Closer
- 2017 – Next Somebody
- 2018 – One More Shot
- 2018 – Who I Am
- 2019 – Keith
- 2019 – Wasted on You
- 2020 – Light On
- 2020 – Home
- 2020 – Be with You
- 2021 – That Summer
- 2021 – Before I Met You (con le McClymonts)
- 2021 – Living Free (feat. Lindsay Ell)
- 2022 – A Heart Don't Break like That (con Bastian Baker)
- 2022 – Same Songs (con James Johnston)
- 2023 – Boots 'n All
- 2023 – When Summer Rolls Around
- 2023 – Nights like This
- 2023 – Good Things
- 2024 – Life Is Tough (but So Am I) (con Navvy)
- 2024 – Where Are You
- 2024 – Beer in a Bar (con i Wolfe Brothers)
- 2024 – Down in Boots (con Y.O.G.A. e Blake O'Connor)
- 2024 – Cowboy Up